# ألين كونينغهام
ألين كونينغهام (بالإنجليزية: Allen Cunningham)‏ هو لاعب بوكر أمريكي، ولد في 28 مارس 1977 في ريفرسايد في الولايات المتحدة.

## وصلات خارجية
- الموقع الرسمي
- ألين كونينغهام على موقع IMDb (الإنجليزية)